# L'infinito (singolo Luca Napolitano)
L'infinito è un brano musicale scritto da Andrea Amati e Fabio Vaccaro ed interpretato dal cantautore italiano Luca Napolitano, estratto come primo singolo, dal suo primo album, intitolato anch'esso L'infinito.
Il brano, pubblicato dalla casa discografica Warner Music Italy, è in rotazione radiofonica dal 9 ottobre 2009 ed in contemporanea disponibile per il download digitale.

## Il video
Il video, diretto da Valentina Be, esce in esclusiva il 29 ottobre 2009 per Tgcom.

## Tracce
Download digitale
1. L'infinito - 3:14